# Sparks de Los Angeles
Pour les articles homonymes, voir Sparks.
Maillots
Actualités
Les Sparks de Los Angeles (en anglais : Los Angeles Sparks, « les Étincelles de Los Angeles ») sont une franchise de basket-ball féminin de la ville de Los Angeles, membre de la WNBA. Les Los Angeles Sparks font partie des huit équipes originelle de la WNBA, datant de la création de cette NBA féminine en 1997. La franchise est liée à celle des Lakers de Los Angeles.

## Historique de la franchise
Les Sparks perdent contre le Liberty de New York le match inaugural de la WNBA, dont les premiers points sont inscrits par Penny Toler. En 1997, leur première saison se conclut sur un bilan de 14 victoires pour autant de défaites, mais manquent la qualification pour les play-offs. En 1998, l'objectif est de nouveau manqué avec 12 victoires pour 18 revers. Mais avec l'apport de Lisa Leslie, les Sparks s'y qualifient en 1999 et 2000 avec des bilans de 20 victoires pour 12 défaites, puis le meilleur bilan de la ligue avec 28 succès pour seulement 4 défaites, mais le titre revient les deux fois aux Comets de Houston.
En 2001, sous la direction de l'ancien joueur des Lakers de Los Angeles Michael Cooper, les Sparks remportent leur premier titre de championnes WNBA en battant les Comets puis le Sting de Charlotte. Du 26 juin au 11 août 2001, les Sparks établissent une série record de 18 victoires consécutives, encore inégalée au terme de la saison 2013.
En 2002, Lisa Leslie est la première joueuse à réussir un dunk et l'équipe se qualifie de nouveau pour les Finales WNBA où elles défont le Liberty de New York. De nouveau en finales en 2003, les Sparks sont cette fois battus par le Shock de Détroit.
La saison 2004 voit les arrivées de Tamika Whitmore et Teresa Weatherspoon, anciennes joueuses du Liberty de New York, mais Michael Cooper abandonne l'équipe à mi-saison pour rejoindre la NBA. Malgré une bonne saison régulière, les Sparks sont battus en play-offs par les Monarchs de Sacramento. En 2005, les Sparks trébuchent de nouveau face aux Monarchs.
L'ancienne star de l'Université du Tennessee Chamique Holdsclaw renforce la formation en 2005 par un transfert envoyant DeLisha Milton-Jones et un premier tour de draft aux Mystics de Washington. Avec Lisa Leslie, elle forme un des duos intérieurs les plus redoutables de la ligue.
En 2008, les Sparks draftent en numéro 1 Candace Parker, qui est nommée rookie de l'année et meilleure joueuse de la saison. Elle est en revanche présente par intermittence les trois saisons suivantes en raison d'une maternité et de blessures.

### Saison 2012
En 2012, les Sparks retrouvent le devant de la scène avec une Candace Parker en forme et une numéro 1 de la draft et rookie de l'année Nneka Ogwumike performante. Le 12 juillet 2011, Joe Bryant succède à Jennifer Gillom en tant que head coach.

### Saison 2014
Début 2014, l'équipe fait face à la défection de ses propriétaires conduisant à l'étude d'une solution de reprise par de nouveaux investisseurs. La franchise est reprise par un groupe d'investisseurs incluant l'ancien Lakers Magic Johnson et le propriétaire de l'équipe de baseball des Dodgers Mark Walter (en). L'équipe n'ayant obtenu que 10 victoires pour 12 défaites, Penny Toler remercie Carol Ross et prend sa place sur le banc. En mai 2015, les Sparks concluent un accord de sponsoring avec la société EquiTrust dont Magic Johnson est actionnaire. Kristi Toliver retenue en juin par les qualification de l'Euro 2015 avec l'équipe nationale slovaque, elle est remplacée par Samantha Prahalis, puis par Darxia Morris pour dix jours (6 points en 4 rencontres) avant le retour de Kristi Toliver. Le 20 juillet, les Sparks (10 victoires -12 défaites) relèvent de ses fonctions la coach Carol Ross et remplacé par Penny Toler, l'assistant Gail Goestenkors étant lui remplacé par Steve Smith. Les Sparks se classent quatrièmes de la Conférence Ouest avec un bilan de 16 victoires pour 18 défaites en saison régulière.

### Saison 2015
Déjà privés sur blessure d'Alana Beard et Erin Phillips, la franchise signe Courtney Clements, qui fait ses débuts le 21 juin. Début juillet, les Sparks se séparent de Jennifer Lacy pour accueillir la serbe Ana Dabović après le championnat d'Europe. Le 21 juillet, les Sparks rompent le contrat d'Andrea Hoover pour engager leur premier tour de draft (7e choix) Crystal Bradford.
Avec les retours d'Alana Beard et Candace Parker après le All-Star Game, les Sparks remportent trois victoires en quatre matches et passent de la 6e à la 4e place. En comparant ces quatre dernières rencontres aux précédents, les Sparks voient leur nombre de points inscrits passer de 70,1 à 81,8 points par rencontre (+ 11,7), leur adresse de 42,5 % à 52,3 % (+8,8), leurs passes décisives de 17,2 à 22,3 (+ 5,3) et respectivement de 11e au 2e rang de la ligue, de 5e au 1er et de 4e au 1er .
Les Sparks signent la vétéran Michelle Snow tout à la fin de la saison à la suite de la blessure de Marianna Tolo.

### Saison 2016
Les Sparks prennent un départ en fanfare avec huit victoires consécutives, proche de leur record de neuf, établi en 2001 et 2003. Ils l'égalent avec une victoire contre les Wings de Dallas au cours de laquelle Nneka Ogwumike réussit 32 points  avec 12 tirs réussis sur 12, 7 lancers sur 7 tentatives, 10 rebonds, 3 passes décisives et une interception, ce 12/12 étant un nouveau record de paniers réussis sans échec, surpassant le 11/11 établi par Seimone Augustus avec le Lynx face aux  Sparks en 2007. La série s'arrête à 11 face au Lynx, également invaincu et qui porte alors sa série à 13, mais ce chiffre ne sera pas dépassé car les Sparks prennent leur revanche 94 à 76 dans le Minnesota avec Kristi Toliver qui iréussit 25 points avec sept paniers primés réussis, record personnel égalé. Après ce revers de justesse, les Sparks reprennent leur marche en avant pour obtenir à mi-saison un bilan de 16 victoires pour un seul revers inégalé depuis les débuts de la ligue. Les Sparks remportent leur 20e victoire en 21 rencontres face au Sun du Connecticut pour égaler le début de saison des Comets de Houston durant la saison 1998 avec la meilleure sortie de la saison de Jantel Lavender (25 points, 10 rebonds). Les Sparks s'inclinent pour la rencontre suivante 74 à 91 face au Dream d'Atlanta emmené par Layshia Clarendon had 17 points, 8 rebonds et 6 passes décisives pour Angel McCoughtry (17 points).
Après la trêve olympique, les Sparks signent l'internationale française Sandrine Gruda et se séparent de Whitney Knight.
Nneka Ogwumike est désignée meilleure joueuse de la saison régulière.
Seconde meilleure équipe de la saison régulière, les Sparks affrontent le Lynx du Minnesota lors des Finales WNBA, les premières de Candace Parker. Non-sélectionnée pour les Jeux de Rio, Candace Parker doit affronter le deuil de son ancienne entraineuse universitaire Pat Summitt dont elle était restée très proche. Après la 3e manche des finales, elle apprend sa non-sélection dans les meilleurs cinq de la WNBA, mais son équipière Alana Beard révèle que ses déconvenues personnelles l'ont renforcée : « C'est la première année où elle fait confiance à ses coéquipières. Elle est devenue vulnérable et quand vous le devenez, vous grandissez. Sur le terrain, hors du terrain, elle a fait confiance à l'équipe, elle a fait confiance en Brian [Agler], et à la fin cela a payé. » De même, Kristi Toliver témoigne : « Cette année plus que les autres, je l'ai vue changer et gagner en maturité, avec la volonté de faire le meilleur pour l'équipe. Son altruisme, sa capacité à savoir qu'elle ne pouvait pas tout faire, c'était la grosse différence avec les autres années. » Sacrée championne WNBA, Candace Parker est honorée meilleure joueuse des Finales WNBA réussissant 28 points et 12 rebonds lors de la dernière manche.

### Saison 2018
Karlie Samuelson est signée temporairement, le temps, du retour de Turquie de Jantel Lavender. Les Sparks l'emportent au premier tour des play-offs contre le Lynx du Minnesota, mais sont battus au second par les Mystics de Washington.

### Saison 2019
Fin avril, le Sun transfère Chiney Ogwumike, qui exigeait son départ, aux Sparks contre un tour de draft.

### Saison 2021
Les Sparks enregistrent un bilan de 12 victoires pour 20 défaites et manquent les play-offs pour la première fois depuis une décade. Erica Wheeler est la meilleure joueuse de l'équipe avec 13,6 points et 4,8 passes décisives par rencontre.

## Palmarès, bilan et récompenses

### Palmarès
| Championnat nationale                                                                                    | Autres titres                                                                       |
| - Women's National Basketball Association (3) - Champion : 2001, 2002 et 2016 - Finaliste : 2003 et 2017 | - Conférence Ouest (3) - Champion : 2001, 2002 et 2003 - Commissioner's Cup - Néant |

## Joueuses et personnalités

### Propriétaires
Jerry Buss (1997-2006)
Le propriétaire des Lakers, Jerry Buss, était propriétaire des Sparks en tant qu'équipe sœur des Lakers de Los Angeles de 1997 à 2006.
Gemini Basketball LLC (2006–2011)
Composer de Carla Christofferson, Kathy Goodman, and Lynai Jones.
Williams Group Holdings (2011–2014)
Sparks LA Sports (2014-)
Depuis 2014, les Sparks appartiennent à Sparks LA Sports, un groupe Composer de Mark Walter, Magic Johnson, Stan Kasten, Todd Boehly, Bobby Patton, Eric Holoman.

### Entraîneurs
| Nom               | Début | Fin  | Saisons | Saison régulière | Saison régulière | Saison régulière | Saison régulière | Playoffs | Playoffs | Playoffs | Playoffs |
| Nom               | Début | Fin  | Saisons | V                | D                | PCT              | M                | V        | D        | PCT      | M        |
| ----------------- | ----- | ---- | ------- | ---------------- | ---------------- | ---------------- | ---------------- | -------- | -------- | -------- | -------- |
| Linda Sharp       | 1997  | 1997 | 1       | 4                | 7                | .364             | 11               | -        | -        | -        | -        |
| Julie Rousseau    | 1997  | 1998 | 2       | 17               | 20               | .459             | 37               | -        | -        | -        | -        |
| Orlando Woolridge | 1998  | 1999 | 2       | 25               | 17               | .595             | 42               | 2        | 2        | .500     | 4        |
| Michael Cooper    | 1999  | 2004 | 5       | 119              | 31               | .793             | 150              | 19       | 7        | .731     | 26       |
| Karleen Thompson  | 2004  | 2004 | 1       | 11               | 3                | .786             | 14               | 1        | 2        | .333     | 3        |
| Ryan Weisenberg   | 2004  | 2004 | 1       | 11               | 3                | .786             | 14               | 1        | 2        | .333     | 3        |
| Henry Bibby       | 2005  | 2005 | 1       | 13               | 15               | .464             | 29               | -        | -        | -        | -        |
| Joe Bryant        | 2005  | 2007 | 2       | 29               | 11               | .725             | 39               | 2        | 5        | .286     | 7        |
| Michael Cooper    | 2007  | 2009 | 3       | 48               | 54               | .471             | 102              | 6        | 6        | .500     | 12       |
| Jennifer Gillom   | 2009  | 2011 | 2       | 17               | 27               | .386             | 44               | 0        | 2        | .000     | 2        |
| Joe Bryant        | 2011  | 2012 | 1       | 11               | 13               | .458             | 24               | -        | -        | -        | -        |
| Carol Ross        | 2012  | 2014 | 3       | 58               | 32               | .644             | 90               | 3        | 4        | .429     | 7        |
| Penny Toler       | 2014  | 2014 | 1       | 6                | 6                | .500             | 12               | 0        | 2        | .000     | 2        |
| Brian Agler       | 2015  | 2018 | 4       | 85               | 51               | .625             | 136              | 13       | 9        | .591     | 22       |
| Derek Fisher      | 2018  | 2022 | 4       | 54               | 46               | .540             | 100              | 1        | 4        | .200     | 5        |
| Fred Williams     | 2022  | 2022 | 1       | 8                | 16               | .333             | 24               | -        | -        | -        | -        |
| Curt Miller       | 2022  | 2024 | 2       | 25               | 55               | .313             | 80               | -        | -        | -        | -        |
| Lynne Roberts     | 2024  | -    | -       | -                | -                | -                | -                | -        | -        | -        | -        |

### Joueuses
- Allison Feaster
- Chamique Holdsclaw
- Lisa Leslie
- DeLisha Milton-Jones
- Tamika Whitmore
- Candace Parker
- Nneka Ogwumike
- Te'a Cooper
- Julie Allemand (Belgium)
- Julie Vanloo (Belgium)

### Maillots retirés
- 9 Lisa Leslie
- 11 Penny Toler

## Identité du club

### Logotype

Évolution du logo
Logo de 1997 à 2021.
Logo depuis 2021.